# بلاي ستيشن (نظام ألعاب)
بلاي‌ ستيشن (بالإنجليزية: PlayStation، أو بشكل مختصر PS1 وبشكل رمزي PSX؛ باليابانية: プレイステーション) هو مشغل ألعاب فيديو منزلي. تم تطويره وتسويقه بواسطة سوني إنتراكتيف إنترتينمنت. صدر لأول مرة في 3 ديسمبر 1994 في اليابان، و9 سبتمبر 1995 في أمريكا الشمالية، و29 سبتمبر 1995 في أوروبا، و15 نوفمبر 1995 في أستراليا، وهو الإصدار الأول من سلسة وحدات تحكم ألعاب الفيديو بلاي ستيشن. بصفته نظام من الجيل الخامس، تنافس البلاي‌ ستيشن بشكل أساسي مع نينتندو 64 وسيغا ساترن. وفي البلدان الناطقة باللغة العربية، تم توزيع الجهاز بالترتيب التالي: المملكة العربية السعودية (يونيو 1996)، البحرين (سبتمبر 1996)، الإمارات العربية المتحدة (نوفمبر 1996)، اليمن، الكويت (أكتوبر 1996)، مصر، لبنان، عمان، قطر، سوريا (ديسمبر 1996)، تونس (أبريل 1997)، المغرب (مايو 1997)، الأردن.
بدأ تطوير وحدة التحكم بعد فشل مشروع مع نينتندو لإنشاء مشغل قرص مضغوط لسوبر نينتندو إنترتينمنت سيستم في أوائل التسعينيات. تم تصميم عملية إنتاج الألعاب لوحدة التحكم بحيث يكون التطوير مبسطًا وشاملًا، مما جذب دعم العديد من مطوري الطرف الثالث. في يوليو 2000، تم إصدار نسخة رفيعة أعيد تصميمها تسمى بلاي‌ ستيشن ون، لتحل محل وحدة التحكم الرمادية الأصلية وتم تسميتها بشكل مناسب لتجنب الالتباس مع خليفتها، بلاي ستيشن 2.
حدد إصدار البلاي‌ ستيشن بداية صعود شركة سوني إلى مركز السلطة في صناعة ألعاب الفيديو. أثار إصدارها إشادة من النقاد وحقق مبيعات هائلة، حيث أصبح بنهاية المطاف أول «منصة ترفيه على الكمبيوتر» تبيع أكثر من 100 مليون وحدة، وقد فعلت ذلك في أقل من عقد. أدى استخدام البلاي‌ ستيشن للأقراص المضغوطة (CDs) إلى انتقال صناعة الألعاب من الخراطيش إلى الأقراص المضغوطة. استمر بيع ألعاب بلاي ستيشن حتى توقفت سوني عن إنتاج كل من بلاي ستيشن وألعابها في 23 مارس 2006، وذلك بعد أكثر من أحد عشر عامًا من إصدارها، وقبل أقل من عام من ظهور البلاي ستيشن 3 لأول مرة. تم إصدار أكثر من 7918 لعبة لوحدة التحكم على مدار فترة دعمه، مع مبيعات تراكمية بلغت 962 مليون وحدة.

## تاريخ

### خلفية
كان البلاي ستيشن من بنات أفكار كين كوتارجي، وهو مسؤول تنفيذي في شركة سوني كان يدير أحد أقسام هندسة الأجهزة في الشركة وأطلق عليه لاحقًا لقب «والد البلاي ستيشن». نبع اهتمام كوتارجي بالعمل مع ألعاب الفيديو من رؤية ابنته تلعب الألعاب على وحدة تحكم ألعاب الفيديو نينتندو إنترتينمنت سيستم من نينتندو. يعود تاريخ بداية ما أصبح البلاي ستيشن الذي تم إصداره إلى عام 1988 بمشروع مشترك بين نينتندو وسوني. لقد أنتجت نينتندو بالفعل تقنية القرص المرن لاستكمال الخراطيش، في شكل نظام القرص فاميكوم، وأرادت مواصلة إستراتيجية التخزين التكميلية هذه لنظام نينتندو إنترتينمنت سيستم (SNES).

### تنسيق القرص المضغوط
يعتقد نطاق واسع نجاح بلاي ستيشن قد قضى على أجهزت تشغيل الخراطيش، في حين أنها لم تكن أول نظام يستخدم شكل الأقراص الضوئية، لكن أول جهاز ينجح بهذا المجال، أرغم هذا النجاح شركات أجهزة الخراطيش بمجارة السوق وتنزيل جهاز يستخدم هذا النوع من الأقراص الضوئية على رأسهن شركة نينتندو حيث طرحت جهاز نينتندو 64.
كانت شركات الخراطيش تعتبر الخرطوشة حماية لمنتجها من السرقة والحفاظ على عدم نسخ الألعاب لصعوبة هذا الأمر، لذا أبتعدت عن الأقراص الضوئية رغم توفرهن آنذاك لسهولة نسخ الأقراص الضوئية مما يؤدي إلى سرقة الألعاب بسهولة ونشر الألعاب على نطاق واسع من ما يكبد منتجين الألعاب خسائر باللأرباح وربما الإفلاس.
استغلت بلاي ستيشن هذه المخاوف ونزلت جهازها على نظام القرص ضوئي لكسر الشركات المنافسة من ما جعل ألعابها منتشرة في جميع أنحاء العالم لسهولة قرصنة الألعاب والسماح للمستخدمين للعب مجانا بالأقراص الضوئية المنسوخة، جلب هذا الأمر المبرمجين لتهكير الألعاب وتطوير الآت النسخ.

## مصدر
1. ↑  وصلة مرجع: https://www.sie.com/en/corporate/data.html. الوصول: 13 مايو 2022.
2. ↑  "Business Development/Japan". Sony Computer Entertainment Inc. مؤرشف من الأصل في 2004-04-22. اطلع عليه بتاريخ 2007-12-19.
3. ↑  "Business Development/North America". Sony Computer Entertainment Inc. مؤرشف من الأصل في 2012-02-27. اطلع عليه بتاريخ 2015-11-16.
4. ↑  "Business Development/Europe". Sony Computer Entertainment. مؤرشف من الأصل في 22 أبريل 2004. اطلع عليه بتاريخ 19 ديسمبر 2007.
5. ↑  "SCEE 1995—Key Facts and Figures". Sony Computer Entertainment. مؤرشف من الأصل في 2009-08-12. اطلع عليه بتاريخ 2015-11-16.
6. ↑  Sinclair، Brendan (24 مارس 2006). "Sony stops making original PS". غيم سبوت. مؤرشف من الأصل في 2019-03-27. اطلع عليه بتاريخ 2015-10-02.
7. ↑  "PLAYSTATION LAUNCH DATES".
8. ↑  "PlayStation 2 Breaks Record as the Fastest Computer Entertainment Platform to Reach Cumulative Shipment of 100 Million Units" (PDF) (Press release). سوني إنتراكتيف إنترتينمنت. 30 نوفمبر 2005. مؤرشف من الأصل (PDF) في 2006-01-03. اطلع عليه بتاريخ 2008-06-08.
9. ↑  Sinclair، Brendan (24 مارس 2006). "Sony stops making original PS". غيم سبوت. مؤرشف من الأصل في 2019-03-27. اطلع عليه بتاريخ 2015-10-02.
10. ↑  Snow، Blake (4 مايو 2007). "The 10 Worst-Selling Consoles of All Time". غيم برو. IDG Entertainment. مؤرشف من الأصل في 2007-05-08. اطلع عليه بتاريخ 2007-11-25.
11. ↑  Ashcraft، Brian (19 فبراير 2010). "What's The Father of the PlayStation Doing These Days?". كوتاكو. فيوتشر بي إل سي. مؤرشف من الأصل في 2018-09-26. اطلع عليه بتاريخ 2010-08-11.
12. ↑  Magrino، Tom (11 نوفمبر 2009). "'Father of the PlayStation' adopts new start up". آي جي إن. زيف ديفيس[الإنجليزية]. مؤرشف من الأصل في 2010-03-03. اطلع عليه بتاريخ 2010-08-11.
13. 1 2  Fahey، Rob (27 أبريل 2007). "Farewell, Father". يورو غيمر. Bath: فيوتشر بي إل سي. مؤرشف من الأصل في 2012-08-17. اطلع عليه بتاريخ 2012-03-08.
14. ↑  Jones 2015، صفحة 9.
15. ↑  Cowan، Danny (25 أبريل 2006). "CDi: The Ugly Duckling". 1أب.كوم. مؤرشف من الأصل في 2012-11-04. اطلع عليه بتاريخ 2012-03-08.
16. ↑  "The Game: PlayStation vs N64". Forbes. Forbes. مؤرشف من الأصل في 2019-04-16. اطلع عليه بتاريخ 2014-08-18.